# Teater Narren
Teater Narren var en teatergrupp som bildades 1965 och blev en av de första fria teatergrupperna i Stockholm.
Gruppen arbetade i början i före detta Arenateatern på Gröna Lund. Den hade sedan sin bas i Skärholmen och det sista året på biografen Reform på söder i Stockholm. Tidvis bedrevs en omfattande turnéverksamhet,  bland annat till Kuba. 
Gruppen bytte 1967 namn för en tid till "Narrens Verkstad".  Inspirerade av New Yorkgruppen La Mamas gästspel i Stockholm samma år ville man betona den unika skådespelarträningen.  Narrens centralgestalt var under hela verksamhetstiden regissören Hans Hellberg.  Efter att ha börjat med amerikanska avantgardepjäser blev repertoaren från 1969 allt mer revolutionär.  Narren upphörde 1981.
Det första året bestod gruppen av Hans Hellberg, Bibi Nordin, Lottie Ejebrant och Leif Sundberg. 

## Uppsättningar
- 1966 Araminta May efter en novell av C.J.L. Almqvist.
- 1967 Mannen från Minap efter en novell av ryssen Julij Daniel.
- 1967/68 "Pris" efter Sonja Åkessons collage av texter från reklam och veckotidningsnoveller. En Narrens Verkstadproduktion som spelades in av den finska televisionen 1968.
- 1968 De amerikanska undergroundpjäserna Chicago (Sam Shepard) och Motell (Jean-Claude van Itallie).
- 1969 Flickan i Havanna (Elisabet Palo), ett spel om Kubas historia.
- 1969 Återkomst (Stig Billberg), ett spel om ett försök att inplantera nya erfarenheter i samhället.
- Någonting Gemensamt, ett spel om miljön.
- 1970 Solidaritet-Arbetarmakt, ett spel om en strejk inspirerad av och delvis skapad tillsammans med gruvarbetarfamiljer i Malmberget.[5] Pjäsen gavs även som radioteater 1971.
- 1971 En rövarhistoria, om arbetarklassens historia med utgångspunkt från Leo Hubermans Människans rikedomar[6].
- 1973 Martin går igen, en uppföljare till Solidaritet Arbetarmakt.
- 1974 Dom har dödat en gitarr men folket har tusen åter (Dario Fo).
- 1974 Det bultar och det bankar
- 1976 Sjappet med Hans Hellberg och Gudrun Östbye, en pjäs om folkhemmets baksida, gavs även som TV-teater.
- 1978 Kallocain-84, inspirerad av Kallocain (Karin Boye) och 1984 (George Orwell).